# Čchü Jüan
Čchü Jüan (čínsky pchin-jinem Qū Yuán, znaky 屈原; asi 340 př. n. l.? – 278 př. n. l.) byl čínský básník, první velká básnická osobnost Číny.

## Život
Pocházel z vládnoucího rodu v království Čchu. V mládí zastával nejvyšší hodnosti u královského dvora, později byl nucen kvůli intrikám odejít do ústraní, kde se věnoval literární činnosti. O jeho životě existuje celá řada značně nespolehlivých legend, ve kterých vystupuje jako vlastenec bojující proti válce a za sjednocení země a podle kterých spáchal pátého dne pátého lunárního měsíce roku 278 př. n. l. sebevraždu skokem do řeky Mi-luo-ťiang (provincie Chu-nan) zdeptán politickou korupcí a v zoufalství nad tím, že jeho vlast byla dobyta Čchiny. Tradiční čínský festival Svátek dračích lodí prý vznikl na jeho počest a má svůj původ v hledání jeho těla v řece.

## Dílo
Čchü Jüanovy básně jsou formálně stavěné na základech lidové písně, mají silné autobiografické prvky (deziluze, pocity zklamání a zoufalství) a jsou inspirované čínskou filosofií i mystikou mající svůj původ v lidové tradicí šamanismu. Dochovaly se v kolektivním básnickém souboru Čchu cch’ (Písně státu Čchu), kde je u některých básní velmi těžké určit skutečné autorství, neboť vznikaly zřejmě pod Čchü Jüanovým silným vlivem. Jde o tato díla:
- Li sao (Setkání s hořkostí). Báseň, plná složitých metafor a odkazů na staré mýty popisuje básníkovu mytologickou pouť ve snaze najít ideální ženu. Hledá krásu, nachází však pouze přízemnost a odtud pramení jeho zoufalství.
- Ťiou ke (Devět zpěvů), podobný motiv jako u předcházejícího díla, tj. mystické setkávání se s různými božstvy (motiv má pravděpodobně souvislost se šamanským opouštěním vlastního těla po dobu extáze).[2]
- Ťiou čang (Devět kapitol), opět motiv člověka vydávajícího se na pouť světem a vyjadřujícího svou nespokojenost a rozhořčení.
- Tchien wen (Otázky k nebesům), dlouhá báseň, jejíž autorství je nejisté,[2] složená z metafyzických otázek, které vyjadřují skepsi k uspořádání světa a které zůstávají bez odpovědi.

## Česká vydání
- Z Čchuských písní, BB art, Praha 2004, přeložil Jaromír Vochala